# 山口智 (サッカー選手)
山口 智（やまぐち さとし、1978年4月17日 - ）は、高知県高岡郡佐川町出身の元プロサッカー選手、サッカー指導者。現役時代のポジションはディフェンダー（DF）。元日本代表。現在はJリーグ・湘南ベルマーレの監督を務める。

## 来歴

### プロ入り前 - ジェフユナイテッド市原時代
小学生の頃に地元の佐川サッカースクールでサッカーを始め（当時のチームメイトに吉村光示・圭司兄弟や森田真吾、声優の小野大輔がいる）、中学卒業後に高知県を離れて、高校時代はジェフユナイテッド市原ユースに所属。
1996年3月20日、京都パープルサンガ戦にJリーグ史上初の高校生Jリーガー（17歳11か月と3日、当時最年少記録）としてデビューした。同年はリーグ戦12試合に出場した。翌年、正式にトップチームに昇格。1997年、成立高校卒業後、明海大学に進学。

### ガンバ大阪時代
2001年に市原からガンバ大阪に期限付き移籍。翌2002年に完全移籍した。G大阪では主に3バックの左CBを務め、2005年のG大阪初のリーグ優勝に貢献。2006年はシジクレイの後を継いでゲームキャプテンに就任 し、2009年まで務めた。同年はFC東京から右サイドバックを本職とする加地亮が入団したことで4バックへシステムを変更したため左サイドバックにコンバートされ、2007年以降は安田理大や下平匠が左サイドバックに定着したこともありCBに戻った。G大阪の多くのタイトル獲得に貢献し、2006年から3年連続でJリーグベストイレブンに選出された。
2009年12月5日には古巣のジェフ千葉戦でJリーグ史上4人目となるリーグ通算400試合出場を果たした。

### ジェフユナイテッド千葉時代
2012年、G大阪からジェフユナイテッド市原・千葉に完全移籍で加入。千葉へは12年ぶりの復帰となる。契約期間は3年。5月3日、ザスパ草津戦で復帰後初ゴールを挙げた。この年、千葉はJ1昇格を逃すも山口はファン・サポーター投票によって選ばれるJ2 Most Exciting Playerを受賞した。2013シーズンは主将を務めた。
在籍した2012年から2014年までの3シーズン、チームは毎年J1昇格プレーオフに進出したが、いずれも敗れた。2014年12月、契約満了に伴い千葉を退団することが発表された。同年末にはJPFAトライアウトに参加した。

### 京都サンガF.C.時代
2015年1月、京都サンガF.C.へ完全移籍により加入し、主将に任命された。7月に和田昌裕が成績不振により監督を解任されてからは出場機会が減り、その後は2試合の出場にとどまった。京都とは翌年まで契約を残していたが、2015シーズン終了後に双方合意のもと契約を解除した。レノファ山口FCなどからオファーがあったが、2016年1月12日に現役引退を発表した。

### 日本代表
U-20日本代表として1997 FIFAワールドユース選手権に出場。2000年シドニーオリンピックでは本大会に出場するU-23日本代表には選出されず、予備登録メンバーにとどまった。
2006年10月に、イビチャ・オシム率いる日本代表に初めて選出される。A代表初出場となった試合は2009年5月27日のキリンカップ・対チリ戦。

### 指導者歴
2016年1月、古巣ガンバ大阪の強化スタッフに就任。2月14日に開催されたガンバ大阪の新スタジアム「市立吹田サッカースタジアム」のこけら落としマッチで引退セレモニーが行われた。2016年、Jリーグ功労選手賞を受賞。2017年よりガンバ大阪U-23のヘッドコーチ、2018年よりトップチームのコーチを、2020年はヘッドコーチを務めた。
2021年より湘南ベルマーレのトップチームコーチに就任。2021年9月1日、浮嶋敏の退任に伴い湘南ベルマーレ監督に就任。10月23日第33節横浜FC戦にて監督としての初勝利を飾ったあと12月4日の最終節の第38節古巣のG大阪戦でチームを残留に導いた。2022シーズンも引き続き監督として続投する事が決まり6月には月間最優秀監督賞を受賞した。

## 所属クラブ
- 佐川サッカースクール（佐川町立黒岩小学校）
- 1991年 - 1993年 佐川町立佐川中学校[1]
- 1994年 - 1996年 ジェフユナイテッド市原ユース（成立学園高等学校）[1][13]
- 1997年 - 2001年 ジェフユナイテッド市原
  - 2001年 ガンバ大阪（期限付き移籍）
- 2002年 - 2011年 ガンバ大阪
- 2012年 - 2014年 ジェフユナイテッド千葉
- 2015年  京都サンガF.C.

## 個人成績
| 国内大会個人成績 | 国内大会個人成績 | 国内大会個人成績 | 国内大会個人成績 | 国内大会個人成績 | 国内大会個人成績 | 国内大会個人成績 | 国内大会個人成績 | 国内大会個人成績 | 国内大会個人成績 | 国内大会個人成績 | 国内大会個人成績 |
| 年度             | クラブ           | 背番号           | リーグ           | リーグ戦         | リーグ戦         | リーグ杯         | リーグ杯         | オープン杯       | オープン杯       | 期間通算         | 期間通算         |
| 年度             | クラブ           | 背番号           | リーグ           | 出場             | 得点             | 出場             | 得点             | 出場             | 得点             | 出場             | 得点             |
| 日本             | 日本             | 日本             | 日本             | リーグ戦         | リーグ戦         | リーグ杯         | リーグ杯         | 天皇杯           | 天皇杯           | 期間通算         | 期間通算         |
| ---------------- | ---------------- | ---------------- | ---------------- | ---------------- | ---------------- | ---------------- | ---------------- | ---------------- | ---------------- | ---------------- | ---------------- |
| 1996             | 市原             | -                | J                | 12               | 0                | 2                | 0                | 1                | 0                | 15               | 0                |
| 1997             | 市原             | 5                | J                | 28               | 2                | 8                | 0                | 1                | 1                | 37               | 3                |
| 1998             | 市原             | 5                | J                | 30               | 1                | 6                | 1                | 1                | 0                | 37               | 2                |
| 1999             | 市原             | 5                | J1               | 29               | 0                | 0                | 0                | 1                | 0                | 30               | 0                |
| 2000             | 市原             | 5                | J1               | 29               | 2                | 3                | 0                | 3                | 0                | 35               | 2                |
| 2001             | G大阪            | 5                | J1               | 22               | 2                | 3                | 0                | 3                | 0                | 28               | 2                |
| 2002             | G大阪            | 5                | J1               | 29               | 2                | 8                | 1                | 2                | 0                | 39               | 3                |
| 2003             | G大阪            | 6                | J1               | 29               | 2                | 6                | 1                | 2                | 1                | 37               | 4                |
| 2004             | G大阪            | 6                | J1               | 27               | 5                | 7                | 1                | 3                | 1                | 37               | 7                |
| 2005             | G大阪            | 6                | J1               | 33               | 3                | 9                | 0                | 3                | 1                | 45               | 4                |
| 2006             | G大阪            | 6                | J1               | 32               | 6                | 2                | 0                | 5                | 0                | 39               | 6                |
| 2007             | G大阪            | 6                | J1               | 33               | 3                | 11               | 2                | 4                | 0                | 48               | 5                |
| 2008             | G大阪            | 5                | J1               | 34               | 5                | 3                | 0                | 5                | 2                | 42               | 7                |
| 2009             | G大阪            | 5                | J1               | 33               | 2                | 2                | 0                | 6                | 0                | 41               | 2                |
| 2010             | G大阪            | 5                | J1               | 18               | 0                | 2                | 0                | 5                | 0                | 25               | 0                |
| 2011             | G大阪            | 5                | J1               | 30               | 2                | 2                | 0                | 0                | 0                | 32               | 2                |
| 2012             | 千葉             | 5                | J2               | 37               | 5                | -                | -                | 2                | 0                | 39               | 5                |
| 2013             | 千葉             | 5                | J2               | 41               | 6                | -                | -                | 1                | 0                | 42               | 6                |
| 2014             | 千葉             | 5                | J2               | 38               | 2                | -                | -                | 2                | 0                | 40               | 2                |
| 2015             | 京都             | 3                | J2               | 17               | 1                | -                | -                | 1                | 0                | 18               | 1                |
| 通算             | 日本             | 日本             | J1               | 448              | 37               | 74               | 6                | 45               | 6                | 567              | 49               |
| 通算             | 日本             | 日本             | J2               | 133              | 14               | -                | -                | 6                | 0                | 139              | 14               |
| 総通算           | 総通算           | 総通算           | 総通算           | 581              | 51               | 74               | 6                | 50               | 6                | 695              | 63               |

- 1996年度は市原ユース所属

その他の公式戦
- 1998年
  - J1参入決定戦 2試合0得点
- 2006年
  - スーパーカップ 1試合0得点
- 2007年
  - スーパーカップ 1試合0得点
- 2009年
  - スーパーカップ 1試合0得点
- 2012年
  - J1昇格プレーオフ 2試合0得点
- 2013年
  - J1昇格プレーオフ 1試合1得点
- 2014年
  - J1昇格プレーオフ 1試合0得点

| 国際大会個人成績 | 国際大会個人成績 | 国際大会個人成績 | 国際大会個人成績 | 国際大会個人成績 | FIFA      | FIFA      |
| 年度             | クラブ           | 背番号           | 出場             | 得点             | 出場      | 得点      |
| AFC              | AFC              | AFC              | ACL              | ACL              | クラブW杯 | クラブW杯 |
| ---------------- | ---------------- | ---------------- | ---------------- | ---------------- | --------- | --------- |
| 2006             | G大阪            | 6                | 6                | 2                | -         | -         |
| 2008             | G大阪            | 5                | 12               | 3                | 3         | 0         |
| 2009             | G大阪            | 5                | 6                | 1                | -         | -         |
| 2010             | G大阪            | 5                | 3                | 0                | -         | -         |
| 2011             | G大阪            | 5                | 5                | 0                | -         | -         |
| 通算             | AFC              | AFC              | 32               | 6                | 3         | 0         |

その他の国際公式戦
- 2006年
  - A3チャンピオンズカップ 3試合1得点
- 2008年
  - パンパシフィックチャンピオンシップ 2試合0得点
  - スルガ銀行チャンピオンシップ 1試合0得点

Jリーグ
- 初出場 - 1996年3月20日 Jリーグ第2節 vs 京都パープルサンガ(西京極陸上競技場)
- 初得点 - 1997年9月3日 Jリーグ2nd第9節 vs アビスパ福岡(市原臨海競技場)
- 100試合出場 - 2000年3月11日 Jリーグ1st第1節 vs 京都パープルサンガ (市原臨海競技場)
- 150試合出場 - 2001年11月24日 Jリーグ2nd第15節 vs アビスパ福岡 (万博記念競技場)
- 200試合出場 - 2003年9月27日 Jリーグ2nd第8節 vs 横浜F・マリノス (横浜国際総合競技場)
- 300試合出場 - 2006年12月2日 J1リーグ第34節 vs 浦和レッドダイヤモンズ (埼玉スタジアム2002)
- 400試合出場 - 2009年12月5日 J1リーグ第34節 vs ジェフユナイテッド市原・千葉 (万博記念競技場)

## 代表歴
- 国際Aマッチ初出場 - 2009年5月27日 キリンカップサッカー2009 vsチリ代表（長居スタジアム）

### 出場大会
- U-19日本代表
  - 1996年 - AFCユース選手権
- U-20日本代表
  - 1997年 - 1997 FIFAワールドユース選手権
- U-23日本代表
  - 1998年アジア競技大会におけるサッカー競技
  - 2000年 - シドニーオリンピックバックアップメンバー
- 日本代表
  - 2006年 - 日本代表
  - 2009年 - 日本代表

### 試合数
- 国際Aマッチ 2試合 0得点 (2009年)

| 日本代表 | 国際Aマッチ | 国際Aマッチ |
| 年       | 出場        | 得点        |
| -------- | ----------- | ----------- |
| 2009     | 2           | 0           |
| 通算     | 2           | 0           |

### 出場
| No. | 開催日        | 開催都市 | スタジアム         | 対戦国   | 結果 | 監督     | 大会                     |
| --- | ------------- | -------- | ------------------ | -------- | ---- | -------- | ------------------------ |
| 1.  | 2009年5月27日 | 大阪     | 大阪長居スタジアム | チリ     | ○4-0 | 岡田武史 | キリンカップサッカー2009 |
| 2.  | 2009年5月31日 | 東京     | 国立競技場         | ベルギー | ○4-0 | 岡田武史 | キリンカップサッカー2009 |

## タイトル

### クラブ
ガンバ大阪
- Jリーグ ディビジョン1：1回 (2005年)
- ナビスコカップ：1回 (2007年)
- 天皇杯：2回 (2008年、2009年)
- ゼロックススーパーカップ：1回 (2007年)
- AFCチャンピオンズリーグ：1回 (2008年)
- パンパシフィックチャンピオンシップ：1回 (2008年)

### 代表
日本代表
- キリンカップサッカー：1回（2009年）

### 個人
- Jリーグ優秀選手賞：4回 (2006年 - 2009年)
- Jリーグベストイレブン：3回 (2006年 - 2008年)
- J2 Most Exciting Player：1回 (2012年)
- Jリーグ功労選手賞 (2016年)[23]
- J1月間最優秀監督賞4回 (2022年6月、2023年10月、2024年7月、2024年10月)

## 指導歴
- 2016年 - 2020年 ガンバ大阪
  - 2016年 強化担当[24]
  - 2017年 U-23 ヘッドコーチ[25]
  - 2018年 - 2019年 トップチーム コーチ[26]
  - 2020年 トップチーム ヘッドコーチ
- 2021年 - 湘南ベルマーレ
  - 2021年 - 同年9月 トップチーム コーチ[20]
  - 2021年9月 - トップチーム 監督[27]

## 監督成績
| 年度 | 所属 | クラブ | リーグ戦 | リーグ戦 | リーグ戦 | リーグ戦 | リーグ戦 | リーグ戦 | カップ戦             | カップ戦  |
| 年度 | 所属 | クラブ | 順位     | 勝点     | 試合     | 勝       | 分       | 敗       | ルヴァンカップ       | 天皇杯    |
| ---- | ---- | ------ | -------- | -------- | -------- | -------- | -------- | -------- | -------------------- | --------- |
| 2021 | J1   | 湘南   | 16位     | 11       | 11       | 2        | 5        | 4        | -                    | 4回戦敗退 |
| 2022 | J1   | 湘南   | 12位     | 41       | 34       | 10       | 11       | 13       | プレーオフ敗退       | 3回戦敗退 |
| 2023 | J1   | 湘南   | 15位     | 34       | 34       | 8        | 10       | 16       | グループステージ敗退 | ベスト8   |
| 2024 | J1   | 湘南   | 位       |          | 38       |          |          |          |                      |           |

- ※2021年は9月より指揮。順位はシーズン最終順位。